# Thomas R. Williams
Pour les articles homonymes, voir Thomas Williams et Williams.
Thomas R. Williams (né le 10 janvier 1815 à Albany, État de New York et mort le 5 août 1862 à Bâton-Rouge, État de Louisiane) est un brigadier général de l'Union durant la guerre de Sécession. Il est enterré à Détroit, État du Michigan.

## Avant la guerre
Thomas R. Willams est le fils de John R. Williams un célèbre militaire et premier maire de la ville de Détroit.
Lors de la guerre de Black Hawk en 1832, il sert en tant que soldat.
Il sort diplômé de West Point en 1837.
Il est nommé second lieutenant le 1er juillet 1837 dans le 4th U.S. Artillery. Il est promu premier lieutenant le 5 octobre 1840. 
Il participe à la guerre américano-mexicaine. Il est breveté capitaine le 20 août 1847 pour bravoure et conduite méritoire lors des batailles de Contreras et de Churubusco. Il participe à la bataille de Chapultepec et est alors breveté commandant le 13 septembre 1847 pour les mêmes motifs lors de celle-ci.
Il est promu capitaine le 12 septembre 1850.

## Guerre de Sécession
Thomas R. Williams est promu commandant dans le 5th U.S. Artillery le 14 mai 1861. Il est nommé brigadier général des volontaires le 28 septembre 1861 et commande une brigade à fort Hatteras en Caroline du Nord.
Atteint à la poitrine, il meurt lors de la bataille de Baton Rouge alors qu'il commande les troupes de l'Union qui font face à une offensive des confédérés qui tentent de reprendre la ville de Baton Rouge.